# Broodfokker

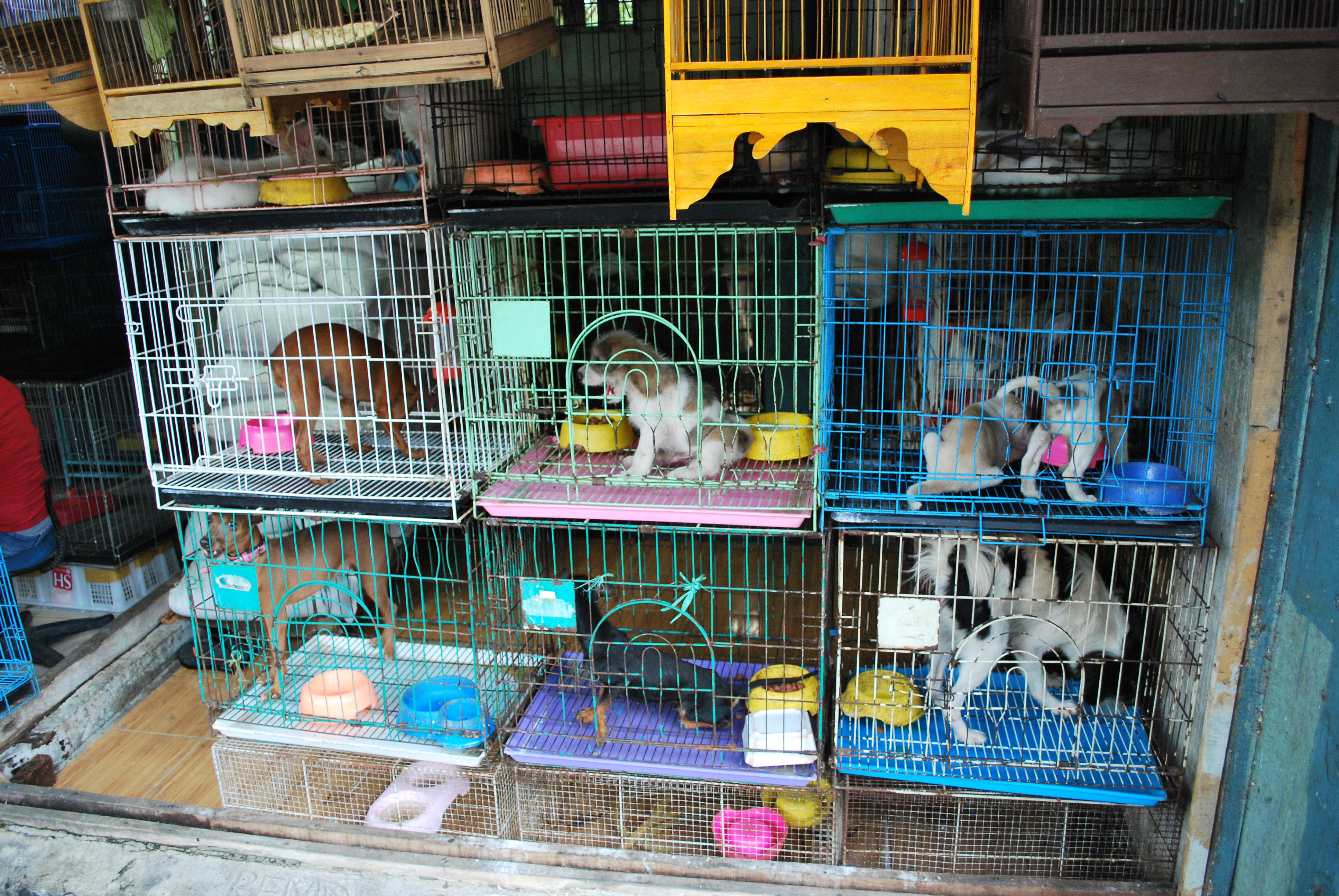
Aanbod van een broodfokker in Jakarta

Een broodfokker is een fokker van gezelschapsdieren, meestal honden of katten, die fokt met als primair doel geld te verdienen, waardoor het welzijn van de dieren ondergeschikt wordt gemaakt aan de economische belangen.

## Broodfok
Bij deze wijze van fokken let men niet op de gezondheid en het karakter van het dier. De dieren groeien niet op in een huiselijke omgeving, maar meestal in een hok, kooi of zelfs ergens buiten in een tuinhuis. In de praktijk betreft het meestal jonge honden (puppy's) en katten (kittens).
Er wordt geen stamboom aangevraagd en er komt met regelmaat inteelt voor: er wordt niet gelet op erfelijke ziekten of afwijkingen. Jonge dieren worden meestal niet goed gesocialiseerd en in sommige gevallen ook niet zindelijk gemaakt. Dit heeft tot gevolg dat ernstige lichamelijke afwijkingen en gedragsstoornissen kunnen ontstaan. Ook ontwormingskuren en andere parasietenwerende middelen worden de dieren soms te lang of geheel onthouden, wat de gezondheid en het immuunsysteem verzwakt.
Broodfokken kent verschillende gradaties, maar wordt over het algemeen als dierenmishandeling beschouwd. Voor de koper is de aanschaf van een pup of kitten niet zelden een geval van 'goedkoop is duurkoop': de aanschafprijs van het dier is lager dan van een dier dat met stamboom in huiselijke kring bij een hobbyfokker is opgegroeid, maar de schade als gevolg van lichamelijke, genetische of geestelijke afwijkingen die kunnen optreden kan behoorlijk in de papieren lopen als deze medisch moet worden behandeld. Broodfokkers zijn meestal niet aangesloten bij een rasvereniging.

### Klachten
- Het welzijn van de dieren wordt ondergeschikt gemaakt aan de economische belangen.
- De dieren groeien niet op in een huiselijke omgeving, maar meestal in een hok, kooi of zelfs ergens buiten in een tuinhuis. Soms worden er veel te veel dieren bij elkaar geplaatst.
- Er wordt geen stamboom aangevraagd en er komt met regelmaat inteelt voor: er wordt niet gelet op erfelijke ziekten of afwijkingen.
- Jonge dieren worden meestal niet goed gesocialiseerd en - in sommige gevallen ook niet zindelijk gemaakt. Dit heeft tot gevolg dat ernstige lichamelijke afwijkingen en gedragsstoornissen kunnen ontstaan.
- Ook ontwormingskuren en andere parasietenwerende middelen worden de dieren soms te lang of geheel onthouden, wat de gezondheid en het immuunsysteem verzwakt.
- De teefjes worden gewoonweg beschouwd als producerende machines waaruit ze geld kunnen halen zonder zich van ook maar iets te moeten aantrekken tot hoe ze de beestjes ook daadwerkelijk behandelen.
- Ook worden in samenwerking met (buitenlandse) dierenartsen soms oren en staarten van honden gecoupeerd, ondanks het verbod hierop.
- Broodfokken kent verschillende gradaties, maar wordt over het algemeen als dierenmishandeling gezien.

## Fokkerij in België

### Wettelijk regelingen
Dierenwelzijn is sinds 2014 een bevoegdheid van de gewesten. Honden of katten kweken in Vlaanderen is streng gereglementeerd, Het kweken en of verkopen moet voldoen aan strenge voorwaarden. Voor het kweken van honden of katten van meer dan twee nestjes per jaar is er een erkenning (HK-nummer) nodig van de Vlaamse overheidsdienst Dierenwelzijn.
Er bestaan verschillende type erkenningen voor kwekers: hobbykweker, beroepskweker en kweker-handelaar. Het type kweker hangt onder andere af van het aantal rassen waarmee gekweekt wordt, en hoeveel nestjes per jaar. Een erkende kweker moet voldoen aan verschillende eisen rond infrastructuur, verzorging, voeding, personeelsleden en administratie.

#### Opgroeien van de dieren
De omgeving waarin de dieren moeten gehouden worden en opgroeien wordt duidelijk omschreven in de wetgeving. De erkenning van deze omgeving en de regelmatige inspectie hierop zorgt er voor dat de dieren in een door de wet bepaalde omgeving gehouden worden.

#### Inteelt
De erkende kweker is verplicht bij wet om een fiche bij te houden van elke worp. Hierdoor is het mogelijk om, bij eventuele problemen, de afstamming na te zien en er voor zorgen dat er geen inteelt gebeurt.

#### Socialisatie van de pups
Om er voor te zorgen dat de pups voldoende gesocialiseerd zijn worden er specifieke taken voorzien in de erkenning van de contractdierenarts en het personeel.